# Coloborhynchinae
De Coloborhynchinae zijn een groep uitgestorven pterosauriërs behorende tot de Pterodactyloidea.
In 2019 bleek tijdens een analyse in het kader van het benoemen van Iberodactylus dat de Anhangueridae strikt te verdelen vallen in een Anhanguerinae en een Coloborhynchinae. Daarom definieerden Borja Holgado, Rodrigo Vargas Pêgas, José Ignacio Canudo, Josep Fortuny, Taissa Rodrigues, Julio Company en Alexander Wilhelm Armin Kellner een klade Coloborhynchinae als de groep omvattende Coloborhynchus clavirostris en alle soorten nauwer verwant aan Coloborhynchus dan aan Anhanguera blittersdorffi of aan Ludodactylus sibbicki.
In 2019 bestonden de bekende geslachten uit Coloborhynchus, Siroccopteryx en Uktenadactylus. Het gaat om middelgrote pterosauriërs uit het Berriasien tot en met Albien van Europa, Noord-Amerika en Afrika.
Eén synapomorfie, gedeeld nieuw kenmerk, werd aangegeven. De praemaxilla is vooraan rechthoekig verbreed wat resulteert in een overdwars platte snuitpunt.
De Coloborhynchinae zijn de zustergroep van de Anhanguerinae.